# Baer-Regel
Die von Karl Ernst von Baer 1828 formulierte Baer-Regel ist ein Vorläufer der von Ernst Haeckel 1866 aufgestellten biogenetischen Grundregel. Von Baer erkannte bei Wirbeltieren, dass deren Embryonen verschiedener Arten immer schwerer zu unterscheiden sind, je jünger sie angetroffen werden. Baer nannte dies das Gesetz der Embryonenähnlichkeit.
Baer glaubte also in dieser Beobachtung eine Gesetzmäßigkeit zu erkennen. Genauso wie die weitergehende biogenetische Grundregel Ernst Haeckels, die aus der Ähnlichkeit den Schluss der Verwandtschaft und der (umstrittenen) Entwicklungsrekapitulation zieht, musste auch dieses „Gesetz“ später relativiert werden. Beide werden nur noch als Regel bezeichnet.
Schon 1837 griff der schottische Mediziner Martin Barry die Baer-Regel auf und schlug vor, die Tierwelt nach Merkmalen aus der Embryonalentwicklung zu ordnen. Die starke Ähnlichkeit der embryonalen Frühstadien deute darauf hin, dass jedes Tier den gleichen Anfang nahm und erst im Verlauf der Entwicklung die ordnungs-, familien- und arttypischen Besonderheiten ausprägte.